# Hedmanska gården
Hedmanska gården ligger i Malmö utmed Lilla torgs södra sida. Två av husen ut mot torget ingår i gårdskomplexet. Korsvirkeslängan i öster är uppförd 1596 medan huset i väster är från 1700-talet. Hit hör även en 1700-talslänga ut mot Hjulhamnsgatan samt ett magasin från mitten av 1800-talet inne på gården. Själva gården uppstod på 1720-talet genom sammanslagning av tre tomter. Den har sitt namn efter köpmanen Gabriel Hedman (1807–1892), som köpte den år 1838.
I bottenvåningen till byggnaden från 1596 finns det så kallade ”Bagers skalderum”. Haqvin Bager levde under slutet av 1700-talet. Han ägde huset och lät måla några av sina dikter på väggarna; dikter som delvis fortfarande finns bevarade. Haqvin var en flitig skribent i dåtidens Stockholmstidningar och till och med Carl Michael Bellman kände väl till "gubben Bager i Malmö".